# Sup krahujový

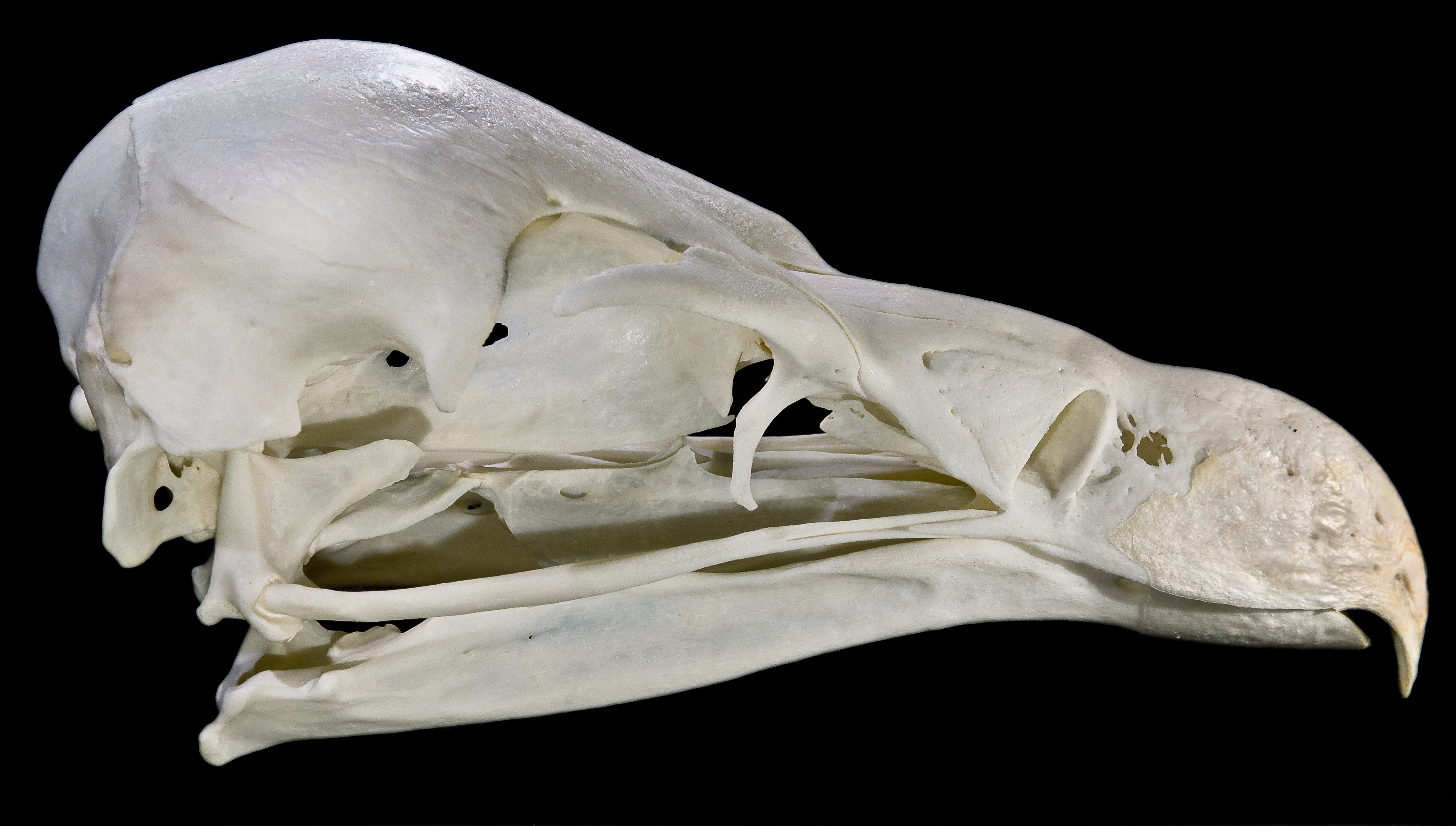
Gyps rueppellii

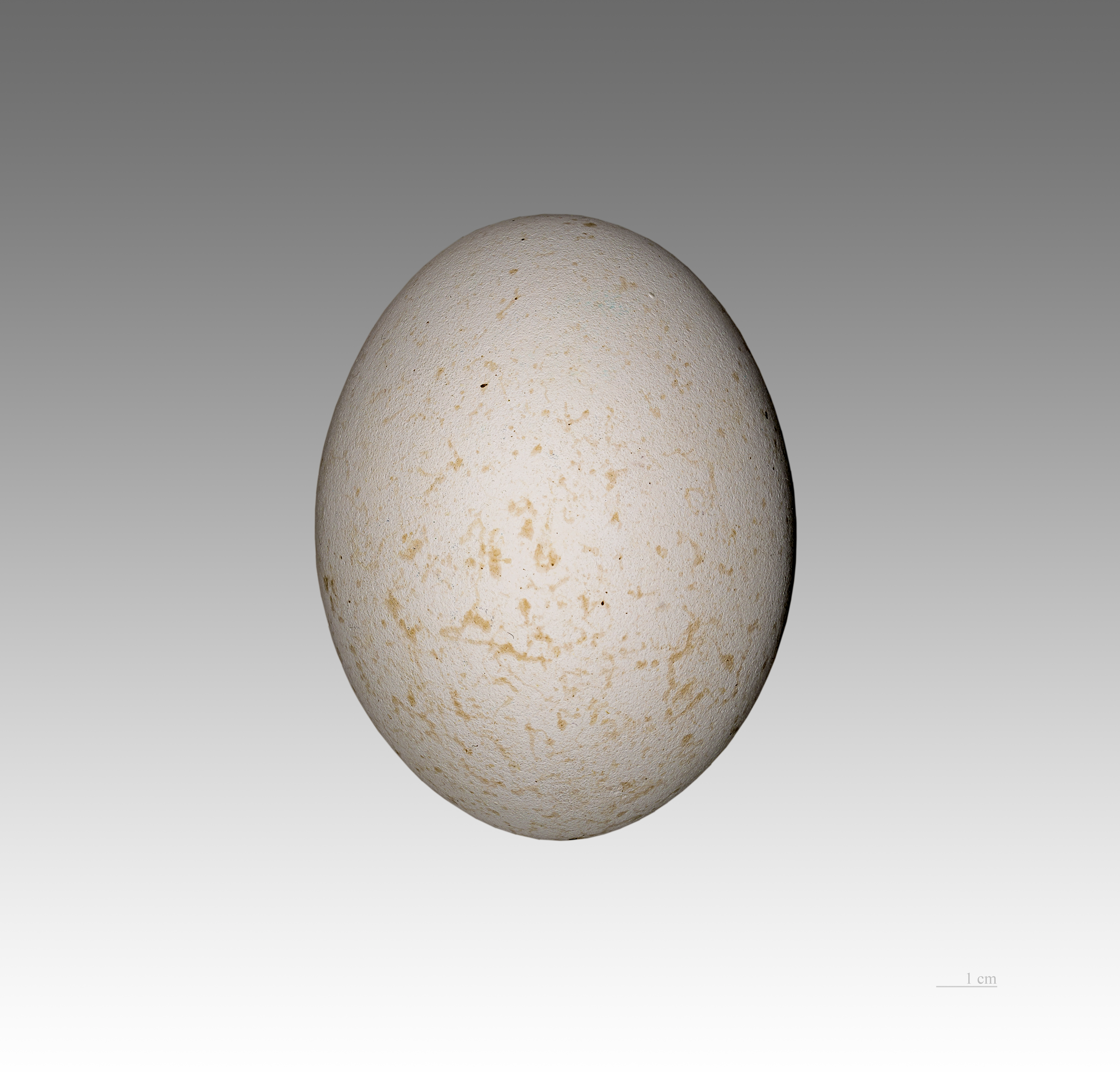
Gyps rueppellii

Sup krahujový (Gyps rueppellii), také nazývaný sup nádherný nebo sup Rueppellův, je dravec z čeledi jestřábovitých, který žije v oblasti afrického Sahelu (v pásu od Senegalu po Somálsko a Tanzanii). V Menších počtech se vyskytuje také v severní Africe a několik jedinců přelétá také do Španělska. Živí se mršinami a potravu lokalizuje výhradně pomocí zraku. V současnosti (2016) jeho populace čítá zhruba 22 000 jedinců a z různých důvodů, zejména ztráty přirozeného prostředí a lovu pro obchod, rapidně ubývá (97% ztráta během tří generací). Proto jej Mezinárodní svaz ochrany přírody od roku 2015 vyhodnocuje jako kriticky ohrožený druh.

## Popis
Jedná se o velkého supa. Dospělí dorůstají délky 85 až 97 cm a rozpětí dosahuje 2,2 až 2,6 metru. Hmotnost se pohybuje mezi 6 a 9 kg. Obě pohlaví vypadají podobně jak zbarvením, tak velikostí (samice jsou v průměru nepatrně větší). Zbarvení horní části těla je tmavé, břicho je hnědobílé, chmýří na krku špinavě bílé. Hlava je neopeřená. Krev tohoto ptáka obsahuje zvláštní variantu hemoglobinu alfa D se silnou afinitou ke kyslíku, díky čemuž může sup krahujový dýchat i ve velkých nadmořských výškách.

## Ekologie
Jako habitat preferuje suchou, otevřenou krajinu. Dokáže využívat stoupavých proudů a dlouhé hodiny plachtit vzduchem vysoko nad krajinou. Zrakem vyhledává mršiny. Živí se masem a vnitřnostmi uhynulých zvířat, především velkých savců, najednou může pozřít až 1,5 kg.
Jedná se o sociálního ptáka. Hřaduje a hnízdí na skalních útesech, většinou ve velkých skupinách (desítky, stovky a výjimečně i tisíce jedinců). Hnízda bývají zpočátku poměrně malá (cca 60 cm v průměru), ale jsou-li používána několik let po sobě a postupně rozšiřována, mohou mít v průměru až 1,5 metru. Samice snáší jedno vejce, inkubace trvá asi 55 dnů, mládě začne létat po zhruba 150 dnech od vylíhnutí. Může se dožít 40 až 50 let, nicméně průměrný věk jedné generace činí cca 19 let.

## Vysoký let
U jednoho exempláře tohoto druhu ptáka byla zaznamenána vůbec nejvyšší nadmořská výška letu ze všech opeřenců. Činila 11 300 metrů a dosáhl ji sup, který v roce 1973 zahynul při vletu do motoru letadla nad územím Pobřeží slonoviny.